# Wagnertuba
| I denna artikel     |
| används tonnamnen   |
| B♭ och H.           |
| Se olika skrivsätt. |

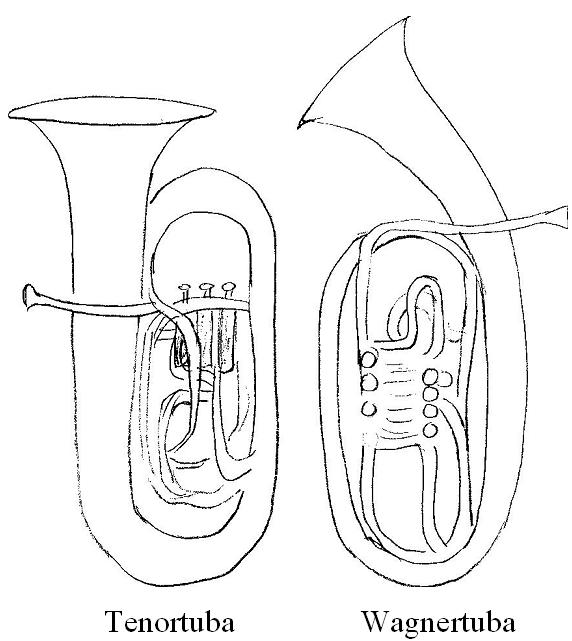
Tenortuba och wagnertuba

Wagnertuba, även valthornstuba eller ringtuba, är ett bleckblåsinstrument som Richard Wagner lät bygga 1876, med syftet att överbrygga skillnaden i omfång och klang mellan valthorn och tromboner.
Instrumentet har som ett valthorn ett böjt koniskt klockstycke, fyra ventiler som spelas med vänster hand och konformat munstycke - till skillnad från vanliga tubor, som har rak klockformad tratt (klockstycke), rundat munstycke och spelas med höger hand. Instrumentet finns i flera stämningar och storlekar. 
Idag är de vanligaste wagnertuborna:
- tenor, stämd i B♭, med tonomfånget mellan E1 och f''
- bas, stämd i F, med tonomfånget mellan F1 och c''

Wagnertuban används bland annat i Nibelungens ring och i Anton Bruckners symfoni 7, 8 och 9 samt i två exemplar i Igor Stravinskys Våroffer. Även Richard Strauss, Edgar Varèse och Arnold Schönberg har använt instrumentet i sina verk.